# Johnny Frisbie

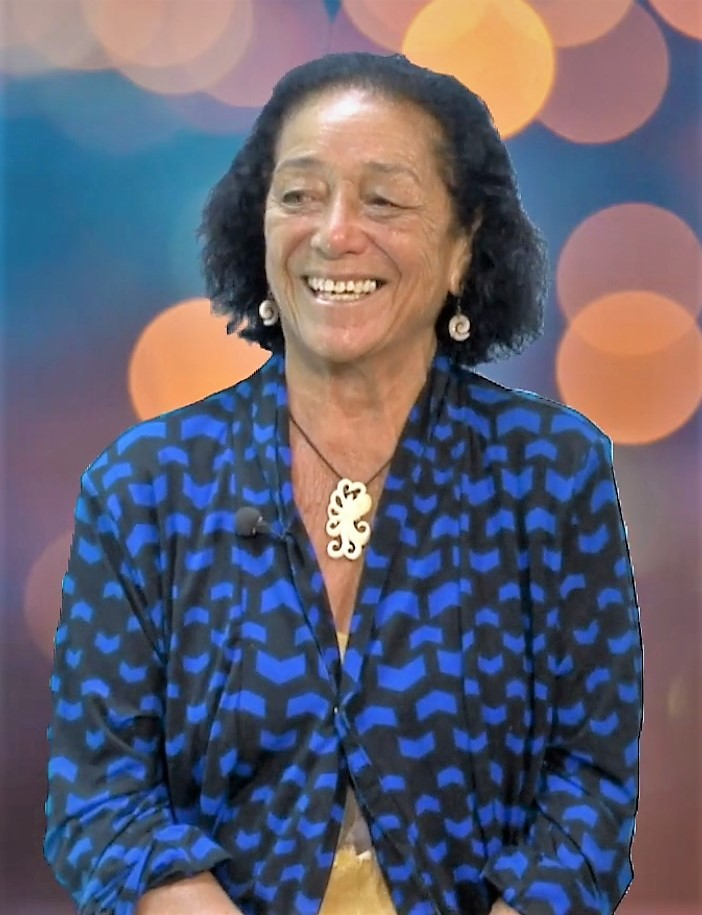
Johnny Frisbie trong cuộc phỏng vấn trên ThinkTech Hawaii vào năm 2019

Florence Ngatokura "Johnny" Frisbie  (sinh ngày 19 tháng 6 năm 1932), còn được gọi là Johnny Frisbie Hebenstreit, là một tác giả người    Cook. Cuốn tiểu thuyết tự truyện dành cho thiếu nhi của bà, Miss Ulysses of Puka-Puka (1948), là tác phẩm văn học được xuất bản đầu tiên có tác giả là phụ nữ Đảo Thái Bình Dương.

## Tiểu sử
Frisbie sinh ra ở Papeete, Tahiti, là con thứ hai của nhà văn Mỹ Robert Dean Frisbie và Ngatokura 'A Mata'a. Năm 1934, gia đình chuyển đến ngôi nhà Pukapuka của Ngatokura ở Quần đảo Cook, nơi Frisbie lớn lên. Khi còn nhỏ, bà đã giúp cha đánh máy các bài viết của ông và viết nhật ký bằng tiếng Pukapuka, Tiếng Māori quần đảo Cook, và tiếng Anh mà bà học được từ thư viện của cha và từ truyện tranh. Sau cái chết của mẹ bà vào năm 1939, gia đình rời Pukapuka và đi đến Manihiki và Rarotonga trước khi định cư ở Suwarrow vào tháng 1 năm 1942. Cuối năm đó, đảo san hô bị ảnh hưởng bởi một cơn bão nhiệt đới đã cuốn trôi 16 trong số 22 đảo nhỏ của nó; Frisbies sống sót bằng cách buộc mình vào cây và trú ẩn trong một ngôi nhà trên cây. Gia đình bà tiếp tục đi du lịch vòng quanh Nam Thái Bình Dương cho đến khi cha bà qua đời vì bệnh uốn ván vào năm 1948. Trong thời gian này, Frisbie đã xuất bản Miss Ulysses của Puka-Puka, kể về cuộc sống của bà trên đảo san hô cũng mối quan hệ của bà với cha và gia đình, khi bà mới 15 tuổi.
Sau cái chết của cha bà, gia đình Frisbie  bị chia tách và Frisbie được nuôi dưỡng bởi bạn bè và người thân của cha bà ở New Zealand và Hawaii. Năm 1950, Florence chuyển đến O'ahu để được nuôi dưỡng bởi gia đình Engle. Nữ tác giả theo học trường Punahou ở Honolulu, và sau khi tốt nghiệp, tác giả James A. Michener đã khuyến khích bà làm việc ở Nhật với vai trò là thư ký trong quân đội. Năm 1956, bà kết hôn với diễn viên truyền hình Carl 'Kini Popo' Hebenstreit. Năm 1959, bà xuất bản một cuốn tiểu sử về gia đình mình, The Frisbies of the South Seas. Sau đó, họ chuyển đến New Zealand, nơi Frisbie sống trong 30 năm, làm việc cho Đại học Otago và viết sách cho thiếu nhi. Sau khi chồng bà có được giấy phép, Frisbie đã tham gia vào đài phát thanh thương mại, và sau đó là truyền hình, làm việc với Selwyn Toogood với tư cách là ban tham luận cho Beauty and the Beast phiên bản New Zealand. Bà phục vụ trong Hội đồng Nghệ thuật Maori và Nam Thái Bình Dương và sau đó là thành viên sáng lập của PACIFICA. Sau đó  Frisbie quay trở lại Quần đảo Cook, và sau đó là ở Hawaii.
Năm 2015, Frisbie trở lại Pukapuka để quay một bộ phim tài liệu về cuộc sống trên đảo san hô.

## Tác phẩm
- Miss Ulysses of Puka-Puka (1948)
- The Frisbies of the South Seas (1959)
- ' O se po maninoa (1988)
- Pō malū (1988)
- O le vaa fou: o se tala mai Pukapuka (1994)
- I tua atu o le tafatafailagi (1995)

## Danh dự
Trong Lễ vinh danh sinh nhật của Nữ hoàng năm 1991, Frisbie đã được trao Huân chương Phục vụ của Nữ hoàng vì các hoạt động công ích.